# Straight Ally

Straight ally flag

Ein Straight Ally (eng., deutsch heterosexueller Verbündeter) ist eine Person, die sich als heterosexuell und cisgender identifiziert, die LGBTIQ+*-Bewegung unterstützt und sich gegen Homophobie, Lesbophobie, Biphobie, Interphobie, Transphobie und Queerphobie ausspricht.

## Organisationen

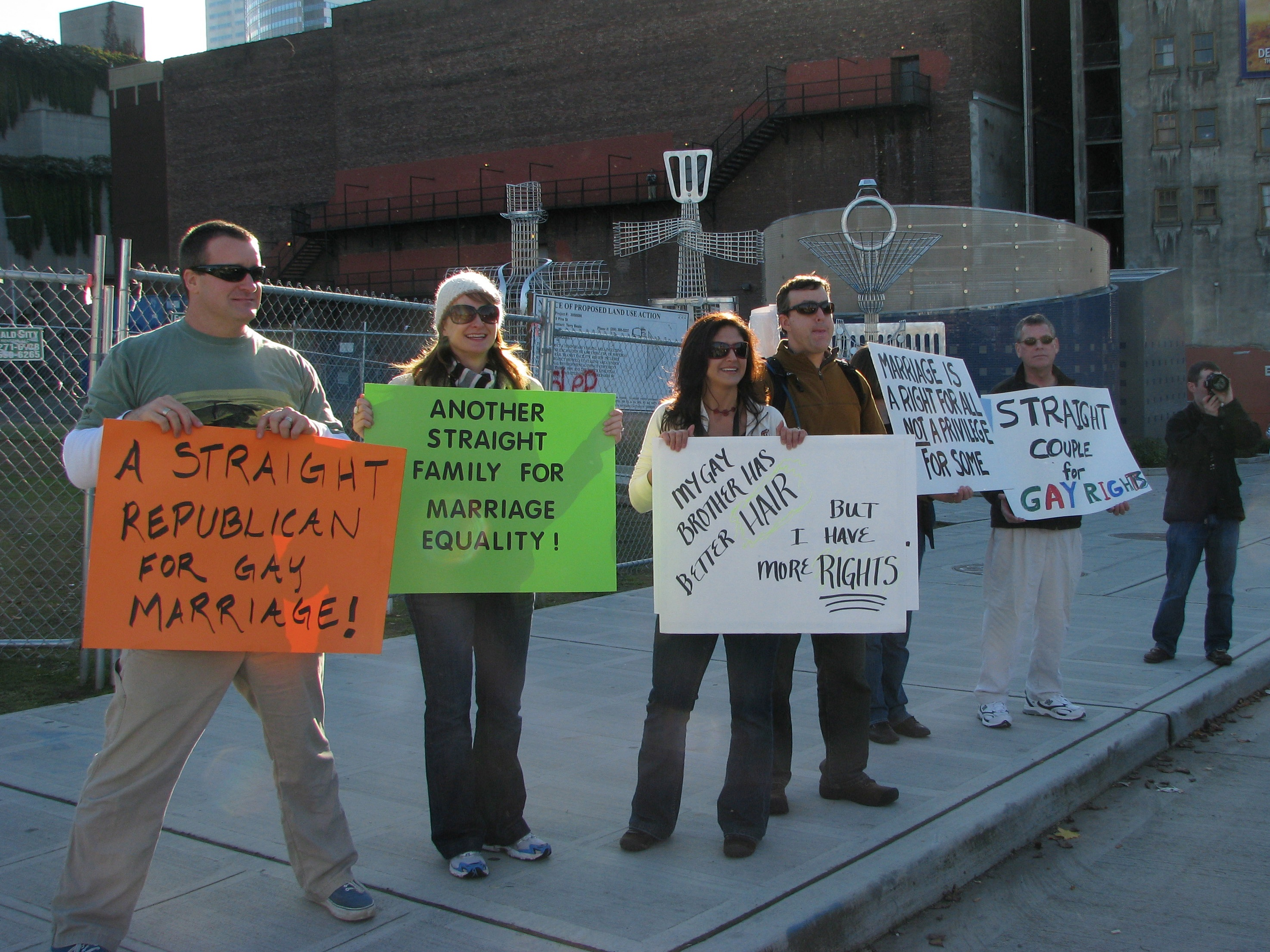
Eine Gruppe heterosexueller Demonstranten in Seattle für die gleichgeschlechtliche Ehe in den USA (2008)

In den Vereinigten Staaten begannen in den 1970er Jahren sich Personen als Straight Ally zu bezeichnen. Es gibt mehrere Organisationen von Verwandten und Freunden von LGBT-Menschen, die sich als „Straight Allies“ betrachten und sich aktiv an den Demonstrationen zugunsten sexueller Minderheiten beteiligen. Sie fördern auch eine inklusive Sexualerziehung, die Fragen der körperlichen und geistigen Gesundheit von Schwulen, Lesben, Bisexuellen und Transgender-Personen umfasst. Durch Aktivismus setzen sie sich für eine größere soziale Toleranz und Akzeptanz von Homosexualität im gesellschaftlichen und politischen Leben eines bestimmten Landes oder einer bestimmten Region ein.
Im politischen Bereich finden sie meist Unterstützung in Ideologien, die Kulturliberalismus und Progressivismus fördern, in geringerem Maße aber auch im Sozialkonservatismus mit Anhängern des LGBT-Konservatismus. Auch heterosexuelle Verbündete können bei einer politischen Wahl eine Rolle spielen, weshalb sie auch von Kandidaten und Analysten von Wahlprozessen in Betracht gezogen werden. Ebenso schärfen sie das Bewusstsein für die Existenz der „rosa Stimme“ und den Einfluss, den sie auf eine Wahl ausübt.
Im deutschsprachigen Raum wurde 2019 die Gruppe „Straight Ally Gruppe im Sub e. V.“ in München gegründet.
Forschungen haben ergeben, dass die Präsenz von heterosexuellen Individuen, die die LGBT-Gemeinschaft unterstützen, signifikant zur Optimierung der Rahmenbedingungen und des Arbeitsumfelds für diese Gruppe in öffentlichen oder privaten Einrichtungen beiträgt.